# George Forbes
George Forbes (ur. 12 marca 1869 w Christchurch – zm. 17 maja 1947 w Cheviot) – nowozelandzki polityk, w latach 1930–1935 pełnił funkcję premiera Nowej Zelandii.
Po zdobyciu średniego wykształcenia i krótkim okresie pracy w zakładzie swojego ojca, zajął się uprawą roli na terenie dzisiejszego regionu Canterbury. Szybko trafił do rady hrabstwa Cheviot, a w 1908 (kandydując po raz drugi) został wybrany do parlamentu z ramienia Partii Liberalnej. W 1912 został jednym z whipów tego ugrupowania w Izbie Reprezentantów. W 1925 został wydelegowany jako negocjator swej partii podczas rozmów na temat jej możliwego połączenia z rządzącą Partią Reformistyczną. Pomysł ten ostatecznie upadł wskutek sprzeciwu nowego lidera reformistów, Gordona Coatesa.
Tuż przed wyborami w 1925 został wybrany na lidera liberałów. Wybory przyniosły temu stronnictwu totalną klęskę – Partia zajęła trzecie miejsce i zdobyła zaledwie 11 mandatów parlamentarnych. Forbes doznał także osobistego uszczerbku na prestiżu, ponieważ stracił tytuł lidera opozycji na rzecz przywódcy labourzystów, Harry’ego Hollanda, którego partia posiadała o jednego deputowanego więcej.
W 1927 liberałowie połączyli się z grupą rozłamowców z Partii Reformistycznej, tworząc Partię Zjednoczoną. Forbes ubiegał się o fotel jej lidera, podobnie jak przywódca frakcji rozłamowej Bill Veitch. Ostatecznie wybrano kandydata kompromisowego - byłego liberalnego premiera, Josepha Warda. W 1928 nowe ugrupowanie zdobyło tyle samo mandatów co reformiści, ale zdołało utworzyć gabinet dzięki poparciu labourzystów. Szefem nowego rządu został Ward, a Forbes objął tekę ministra rolnictwa i ds. ziemi. Szybko okazało się, że stan zdrowia sędziwego premiera nie pozwala mu na normalne wypełnianie obowiązków, które w coraz większym stopniu przejmował Forbes. W 1930 schorowany Ward zrezygnował, zaś Forbes był jego naturalnym następcą. Oprócz kierowania rządem, postanowił też osobiście pokierować resortem finansów.
Jako premierowi przypadło mu niewdzięczne zadanie przeprowadzenia kraju przez najgorszy okres Wielkiego Kryzysu. Aby choć częściowo ograniczyć jego negatywny wpływ na nowozelandzką gospodarkę, Forbes musiał przeprowadzić wiele reform, z których część doprowadziła do pogorszenia sytuacji najuboższych obywateli. Wywołało to niezadowolenie Partii Pracy, która w 1931 zrezygnowała z popierania rządu. Forbes zwołał konferencję trzech głównych partii, podczas której zaproponował powołanie kryzysowego rządu koalicyjnego. Labourzyści odmówili, ale Partia Reformistyczna przyjęła tę propozycje.
Przeprowadzone w tym samym roku wybory przyniosły nowej koalicji zwycięstwo. Forbes pozostał premierem, ale coraz ważniejszą postacią w rządzie stawał się jego poprzednik i zarazem lider partii koalicyjnej, Coates. W 1935 obu panom nie udało się utrzymać władzy - koalicja została pokonana w wyborach przez Partię Pracy. Mimo to reformiści i Partia Zjednoczona kontynuowały współpracę, a w 1936 połączyły się w Nowozelandzką Partię Narodową. Forbes zgodził się być jej tymczasowym liderem, ale w październiku tego samego roku oddał stery w ręce Adama Hamiltona.
Forbes pozostawał w parlamencie jeszcze do 1943, jednak nie chciał już odgrywać poważniejszej roli. Nie przyjął proponowanego mu tytułu szlacheckiego, zaś cztery lata po przejściu na emeryturę zmarł na swojej farmie w wieku 78 lat. Instytucją oficjalnie zajmującą się utrwalaniem pamięci po nim jest George Forbes Memorial Library, obecnie stanowiąca część Lincoln University.